# Ergotizem
Ergotízem (tudi žitna kuga, žitna božjast ali ogenj sv. Antona) je kronična zastrupitev z rženimi rožički (Claviceps purpurea) ali njihovimi alkaloidi (npr. z ergotaminom), za katero so značilni spazmi arterij spodnjih udov, redkeje rok, lahko z gangrenami, ter znaki vzburjenja ali depresije osrednjega živčevja.
V zgodovinskih zapisih je opisanih več sto primerov množičnih zastrupitev z rženimi rožički, ki so se pogosto končali s smrtjo; eden takih primer je bila množična zastrupitev v Franciji leta 994, ko je umrlo okoli 40.000 ljudi.

## Strupenost
Strupenost je posledica delovanja večjega števila alkaloidov, v ospredju ergotamina, ergokristina, ergokornina ter α- in β-ergokriptina. Absorpcija v prebavilih je slaba, poleg tega se veliki delež presnovi v predsistemski presnovi. Učinki delovanja se pri akutni zastrupitvi se pojavijo po približno 4 urah.
Alkaloidi neposredno stimulirajo vazokonstrikcijo (skrčenje žil) in miometrija (gladkomišična plast v maternici), delujejo kot antagonisti na α-adrenergične in serotoninske receptorje. Relativen prispevek vsakega od omenjenih mehanizmov k toksičnosti je odvisen od vrste alkaloida. Dolgotrajna vazokonstrikcija povzroči hipoksijo in s tem ishemično poškodbo, posledično pa nastane oteklina (edem) tkiva in krajevna tromboza, kar še poslabša ishemijo in povzroči še več škode.
Toksični učinki se pokažejo ob dolgotrajnem vnosu toksičnih alkaloidov (kontaminirana hrana, zdravljenje migrene), povprečni dnevni odmerek, povezan s toksičnostjo, pa naj bi znašal okoli 10 mg.

### Klinični znaki in simptomi
Akutna zastrupitev se kaže kot slabost, bruhanje, diareja, huda žeja, bolečine v prsih in mravljinčenje v koži, pa tudi kot glavobol, delirij, mioza (skrčenje zenice) in hemiplegija (ohromitev po polovici telesa).
Klinične znake in simptome lahko torej v glavnem razdelimo na gangrenozni in konvulzivni tip. Pri gangrenoznem tipu je bistvena močna vazokonstrikcija in okluzija (zapora žil), kar lahko povzroči suho gangreno in s tem odmrtje prstov ali celo udov. Prizadete so predvsem noge, kar se kaže v začetnih fazah z odsotnostjo arterijskega pulza, bledico, cianozo, pekočo bolečino in otopelostjo. Za konvulzivni oz. nevrogeni tip so značilni zvijanje, tremor in/ali krči (konvulzije). Poleg tega se pogosto pojavi prehodna ali trajna psihoza, pri blažjih zastrupitvah pa samo halucinacije.
Pri živalih je prav tako pomembna periferna vazokonstrikcija, ki lahko vodi v gangreno poleg tega pa pri brejih samicah deluje teratogeno.

### Zdravljenje
V primeru akutne zastrupitve se daje emetike, kot sta ipekak in natrijev sulfat, razen v primeru, če bolnik že bruha. Za zavrtje absorpcije v prebavilih se daje aktivno oglje.
Bistvo zdravljenja pri gangrenoznem tipu je odprava obkrajne (periferne) ishemije. Vazokonstrikcijo pri se zdravi z uporabo vazodilatatorjev, kot so iloprost (sintetični analog prostaciklina PGI2) nitroprusid, nitroglicerin, prazosin in kaptopril. Lokalno trombozo se zavre z aplikacijo protistrjevalnih (antikoagulantnih) snovi, kot je heparin. Za zdravljenje krčev pri konvulzivnem tipu se daje diazepam.

## Zgodovina
Zapisi o zaužitju toksičnih alkaloidov v kontaminiranem žitu segajo vsaj 2.000 let nazaj. V preteklosti so se epidemije ergotizma pojavljale predvsem po hudi zimi ali deževni pomladi, saj gliva uspešno raste v vlažnih pogojih. Najpogosteje je bila prizadeta Rusija, zaradi hladnega podnebja in prehrani, ki je temeljila na rži. Po letu 1900 je število epidemij začelo upadat, delno zaradi uvedbe krompirja v prehrano. Tudi v zahodni Evropi je prišlo do večjih epidemij, predvsem v srednjem veku. Kljub temu je bila Anglija manj prizadeta zaradi prehrane, ki je temeljila predvsem na mleku, siru in maslu.
Zaradi pordečitve ali luščenja kože so zastrupitev nekdaj imenovali ogenj sv. Antona ali tudi »sveti ogenj« (latinsko ignis sacer). Poimenovanje izhaja iz katoliškega reda svetega Antona (t. i. Bolnišnica bratov svetega Antona), ustanovljenega leta 1095 v Franciji za zdravljenje ergotizma, skrbeli pa so tudi za bolnike, ki jih je prizadela kuga (t. i. črna smrt). Red je bil tako uspešen v zdravljenju, da so pozneje odprli bolnišnice še v Španiji, Italiji, Flandriji in Nemčiji. Na višku svoje moči v 15. stoletju so imeli 370 bolnic. Nekateri ostali laiki so za zdravljenje priporočali obisk t. i. »svetišča sv. Antona«, ki je bilo pravzaprav območje v Franciji, kjer rženi rožički niso zajedali žitaric oz. je bil delež zanemarljiv.
Zadnji dokumentirani smrtni primeri ergotizma izhajajo iz leta 1951.

### Salemski čarovniški procesi
Nekateri strokovnjaki zagovarjajo hipotezo, da je bil ergotizem vzrok za simptome, na podlagi kateri so zaradi čarovništva aretirali 250 ljudi in jih 19 obesili na Salemskih čarovniški procesih v Severni Ameriki leta 1692. Omenjeni simptomi so bili predvsem konvulzivnega tipa, kot so mravljinčenje v koži, vrtoglavica, tinitus (zvenenje v ušesih), glavoboli, motnje v zaznavanju (občitki prebadanja ali ugrizov), halucinacije, boleči mišični krči, bruhanje, občutek dušenja, diareja, poleg tega so v zgodovinski zapisih omenjeni še razni psihološki simptomi, kot so manija, melanholija, psihoza in delirij. K temu naj bi pripomoglo obarvanje kruha z rdečo barvo zaradi toksičnih alkaloidov iz rženih rožičkov.
Drugi zgodovinarji so mnenja, da ergotizem ni bil vzrok za čarovniške procese, saj bi se moralo zastrupiti večje število ljudi, ne samo nekaj posameznikov, poleg tega je ergotizem bil prisoten že več stoletij v Severni Ameriki, zaradi česar bi do čarovniški procesov moralo priti mnogo prej.